# آنتونی چتهام
آنتونی چتهام (انگلیسی: Anthony Cheetham؛ زادهٔ ۱۶ نوامبر ۱۹۴۶) دانشمندان علم مواد اهل بریتانیا است.
وی همچنین برندهٔ جوایزی همچون شوالیه و همکار انجمن سلطنتی شده‌است. جتهام یکی از اعضای پیوسته خارجی آکادمی ملی علوم هند است.